# CLMV
CLMV国家是指東南亞的柬埔寨、老挝、缅甸和越南四國。CLMV也是东南亚国家联盟内的一個国家協會，這些國家的特點就是低收入並且曾經實施封闭经济政策。CLMV成員之間會召開经济部长会议。 